# Jon Eberson

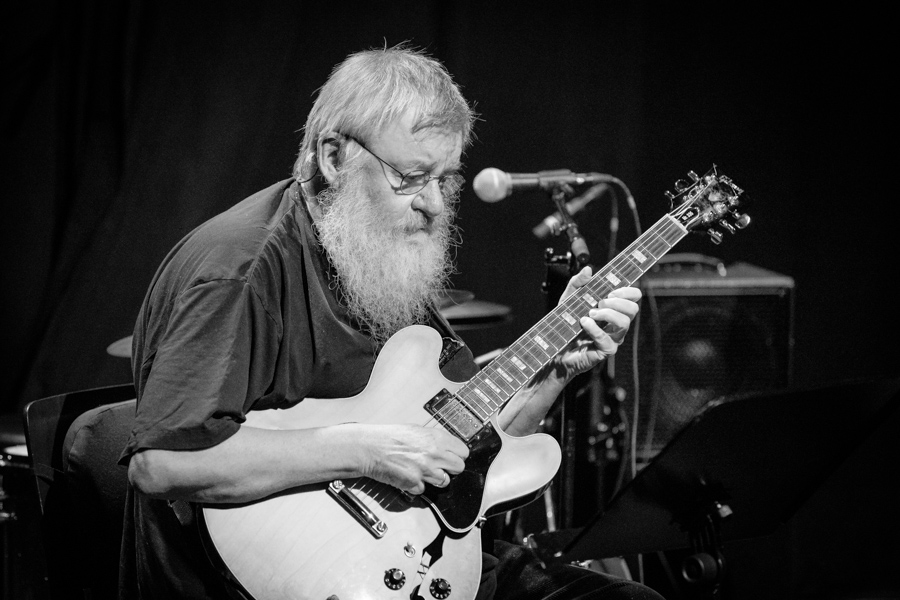
Jon Eberson beim Kongshaugfestival 2019
Bild: Tore Sætre

Jon Eberson (* 6. Januar 1953 in Oslo) ist ein norwegischer Jazzgitarrist.

## Leben und Wirken
Der Sohn des Jazzgitarristen Leif Eberson arbeitet seit dem achtzehnten Lebensjahr als professioneller Musiker. Erste Erfahrungen sammelte er mit dem Quartett des Saxophonisten Vidar Johansen. Nach Auftritten mit verschiedenen Jazzrock-Gruppen arbeitete er 1972 mit Svein Finnerud, spielte im Folgejahr seine ersten Aufnahmen mit Ketil Bjørnstad ein und trat im selben Jahr mit seinem ersten eigenen Quartett auf.
Nach 1973 arbeitete er u. a. mit Magni Wentzel, der Jazzrock-Gruppe Moose Loose (1973–1977) und dem Radka Toneff Quintet (1975–1980) und nahm mit Ketil Bjørnstad, Knut Værnes und Pål Thowsen auf. 1978–1979 leitete er ein Quartett mit Jon Balke.
Von 1980 bis 1981 leitete Eberson ein eigenes Jazzquartett, danach die Jon Eberson Group (ab 1987 Jon Eberson/Sidsel Endresen Group), mit der er mehrere Alben aufnahm. Das Album Jive Talking erhielt 1981 den Spellemannprisen. Daneben spielte er im Oslo Rhythm & Blues Ensemble und dem Jazz Punk Ensemble, in einer Trioformation mit Bjørn Kjellemyr und Svein Christiansen und der Soulband Chipahua, trat mit Pål Thowsen und Arild Andersen auf und wirkte an der Aufführung von Per Husbys Jazzsuite Notes for Nature mit.
1986 entstand das Album Stash bei Odin in einem Trio mit Bjørn Kjellemyr und Audun Kleive; ab dem Folgejahr leitete er ein eigenes Trio mit Kjellemyr und Paolo Vinaccia. Ab 1987 spielte er in einem Quartett mit Morten Halle, Bjørn Kjellemyr und Finn Sletten bzw. Pål Thowsen, mit dem mehrere Alben entstanden.
Mit Audun Kleive nahm er 1991–1992 das Album Music for Men and Machines auf. Ab 1992 spielte er im Trio E.A.T. (seit 1996 The Net) mit Tom Erik Antonsen und Pål Thowsen. Mit Torbjørn Sunde spielte er Songs von Chet Baker, mit Morten Halle und Beate Slettevoll Lech nahm er das Album Metropolitan auf; weitere Alben entstanden mit Terje Gewelt und Svein Finnerud.
2000 entstand mit der Jon Eberson Group das Album Dreams That Went Away; 2001 nahm Eberson die Alben Jazz For Men (im Duo mit Carl Morten Iversen) und Mind the Gap (im Trio mit Bjørnar Andresen und Paal Nilssen-Love) auf. Weiterhin spielte er in der Band von Roger Johansen.

## Preise und Auszeichnungen
Eberson erhielt 1981 einen Spellemannprisen in der Kategorie Rock zusammen mit Sidsel Endresen, mit der er 1984 einen weiteren Spellemannprisen erhielt. 2001 wurde er mit dem Buddyprisen ausgezeichnet.

## Diskographische Hinweise
- 1980: Jive Talking, Jon Eberson Group
- 1981/1982: Polarities, Jon Eberson Group
- 1983: City Visions, Jon Eberson Group
- 1985: Stories, Jon Eberson Group
- 1986: Stash mit Bjørn Kjellemyr, Audun Kleive
- 1987: Pigs and Poetry, Jon Eberson Group
- 1997: Thirteen Rounds mit Tom Erik Antonsen, Erik Balke, Tore Brunborg, Jon Christensen, Morten Halle, Bjørn Jenssen, Bjørn Kjellemyr, Torbjørn Sunde, Pål Thowsen, Paolo Vinaccia, Christian Wallumrød, Bugge Wesseltoft
- 1989: Back Hand Smash! mit Morten Halle, Bjørn Kjellemyr, Finn Sletten/Pål Thowsen
- 1989: Blow! mit Morten Halle, Bjørn Kjellemyr, Finn Sletten/Pål Thowsen
- 1991: 2 mit Morten Halle, Bjørn Kjellemyr, Finn Sletten/Pål Thowsen
- 1991: Live at Rockefeller, Jazz Punk Ensemble
- 1991–1992: Music for Men and Machines mit Audun Kleive
- 1994–1995: The Eagle mit Morten Halle, Bjørn Kjellemyr, Finn Sletten/Pål Thowsen
- 1997: Thirteen Rounds, Jazz Punk Ensemble
- Metropolitan mit Morten Halle, Beate Slettevold Lech
- 2000: Dreams That Went Astray mit Tom Erik Antonsen, Beate Lech, Pål Strangefruit, Pål Thowsen, Bugge Wesseltoft
- 2001: Jazz For Men mit Carl Morten Iversen
- 2001: Mind the Gap mit Bjørnar Andresen, Paal Nilssen-Love
- 2006: Bring It On, Jon Eberson Trio
- 2011; The Coarse Sand & The Names We Wrote mit Hilde Marie Kjersem, Sigurd Hole, Finn Sletten sowie Hedvig Mollestad Thomassen u. a.

| Personendaten    | Personendaten              |
| ---------------- | -------------------------- |
| NAME             | Eberson, Jon               |
| KURZBESCHREIBUNG | norwegischer Jazzgitarrist |
| GEBURTSDATUM     | 6. Januar 1953             |
| GEBURTSORT       | Oslo                       |